# Graham Rahal
Graham Rahal (Columbus, Ohio, Estados Unidos; 4 de enero de 1989) es un piloto estadounidense de automovilismo. En la IndyCar Series, ha logrado seis victorias y 33 podios, entre ellos dos terceros puestos en las 500 Millas de Indianápolis de 2011 y de 2020. Resultó cuarto en la temporada de 2015, quinto en la Champ Car 2007 e IndyCar 2016, sexto en 2017 y séptimo en 2009, 2020 y 2021.
Además de su actividad en monoplazas, participó en carreras de automóviles deportivos, con una victoria en las 24 Horas de Daytona de 2011 como mayor éxito. 
Es hijo de Bobby Rahal, tricampeón estadounidense de monoplazas, ganador de las 500 millas de Indianápolis y piloto ocasional de Fórmula 1. Está comprometido con la piloto de arrancones Courtney Force.

## Carrera deportiva
Rahal compitió en karting hasta el año 2003, tras lo cual resultó séptimo en la Fórmula BMW estadounidense en 2004 y quinto en la Star Mazda en 2005. A principios de 2006, debido a su ascendencia libanesa, corrió para el equipo de Líbano de A1 Grand Prix en las dos fechas finales de la temporada 2005/06. Más tarde disputó la Fórmula Atlantic para el equipo Conquest, donde ganó cinco carreras de doce y alcanzó el subcampeonato. Además, obtuvo la pole position y llegó segundo en su primera carrera en la Indy Lights, el Liberty Challenge como antesala del Gran Premio de los Estados Unidos de Fórmula 1.
Newman/Haas Racing fichó a Rahal para competir en la Champ Car como compañero de equipo del campeón Sébastien Bourdais. Con 18 años de edad, Rahal consiguió cuatro podios pero ninguna victoria y terminó quinto en la tabla final. Ese mismo año Rahal compitió en las 24 Horas de Daytona en un prototipo del equipo Southard, y llegó sexto en la clase GT2 en las 12 Horas de Sebring y tercero en Petit Le Mans pilotando un Porsche 911 del equipo de su padre, Rahal Letterman Racing.
Con la desaparición de la Champ Car para el año 2008, Rahal se mantuvo en el equipo Newman/Haas en su traspaso a la IndyCar Series. Ganó en su debut en San Petersburgo, superando así a Marco Andretti como el piloto más joven en ganar una carrera de monoplazas estadounidenses de primer nivel, con 19 años y tres meses. Ese año obtuvo además dos octavos puestos y un noveno, que lo dejaron en la 17.ª posición final. Por otra parte, disputó las 24 Horas de Daytona para Shank en la clase de prototipos.
En 2009, Rahal batió el récord de piloto más joven en lograr una pole position en la categoría con 20 años y tres meses, nuevamente en San Petersburgo. Rahal finalizó el año en séptima colocación, con dos terceros puestos, un cuarto y dos quintos como mejores resultados. Rahal fue uno de los pilotos que se especuló que competiría en la Fórmula 1 en 2010 como parte del nuevo equipo estadounidense, USF1, que finalmente no corrió.
Al perder su principal auspiciante, Rahal se vio forzado a correr en la IndyCar en acuerdos puntuales. Así, disputó cuatro carreras con Fisher, las 500 Millas de Indianápolis con Rahal Letterman, una con Dreyer & Reinbold y seis con su viejo equipo, Newman/Haas. Llegó quinto en una ocasión y décimo o mejor en seis, por lo cual concluyó 20º por delante de pilotos como Takuma Satō pese a haber faltado a varias fechas.
Rahal se unió a la estructura paralela a la de los campeones Dario Franchitti y Scott Dixon que Chip Ganassi Racing armó para disputar la temporada 2011 de la IndyCar. Como parte del programa, también disputó y ganó las 24 Horas de Daytona para el equipo, junto con Joey Hand y los titulares Scott Pruett y Memo Rojas. Terminó noveno en el torneo en un año irregular, con dos segundos lugares, un tercero en las 500 Millas de Indianápolis, un octavo, un noveno y un décimo como mejores actuaciones.
En 2012, el estadounidense llegó sexto en las 24 Horas de Daytona, con idéntica tripulación que en 2011. Luego tuvo un año similar en la IndyCar con Ganassi: logró un segundo puesto, dos cuartos, un quinto, un sexto y dos novenos, con la cual quedó en la décima colocación final. Finalmente, disputó el Gran Premio de Surfers Paradise del V8 Supercars como escudero de Rick Kelly en su Holden Commodore, obteniendo un 8º y un 11º en las dos carreras.

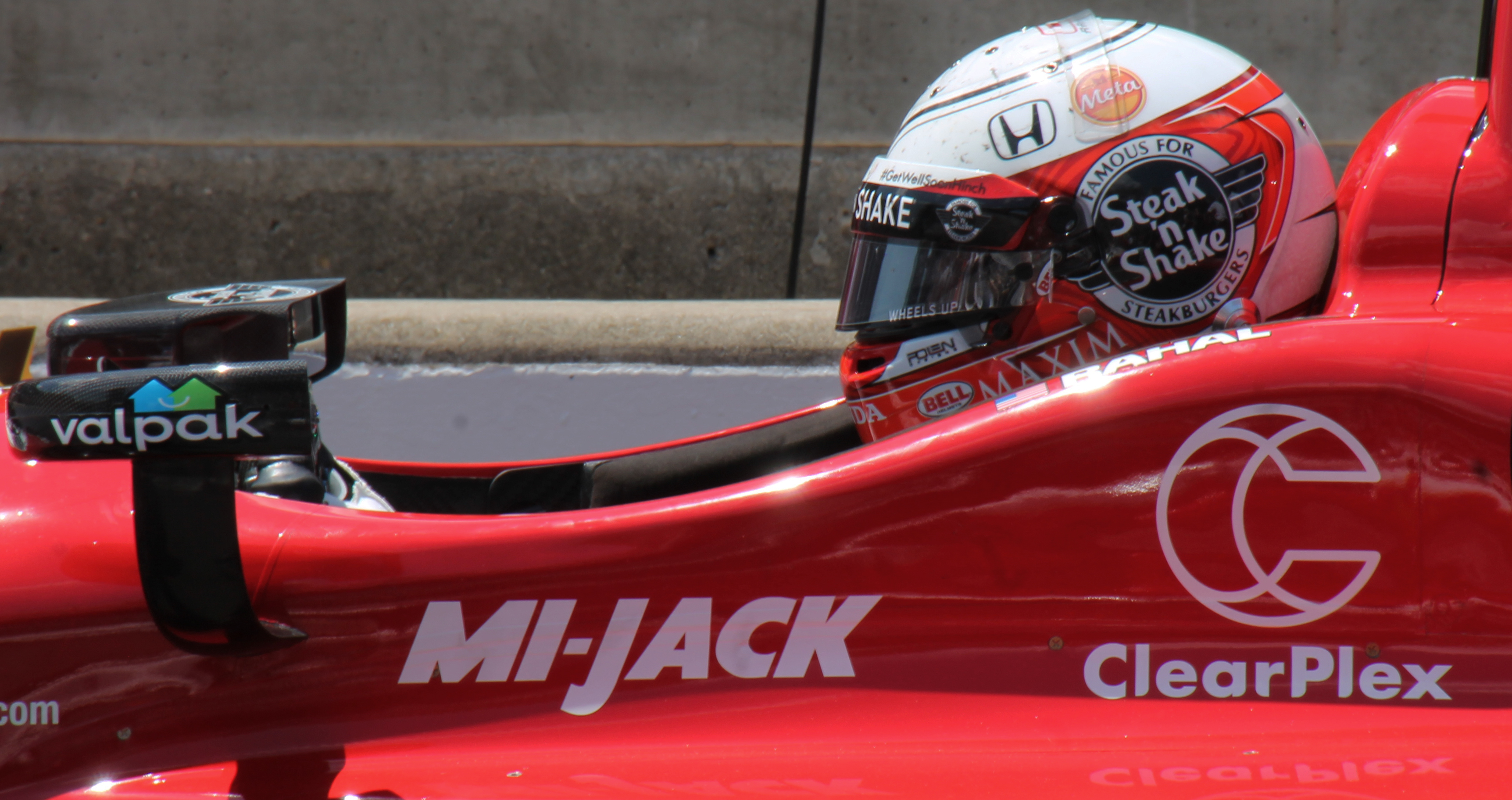
Rahal, 2015

Rahal dejó Ganassi y se unió a Rahal Letterman Lanigan Racing, el equipo de su padre, para la temporada 2013 de la IndyCar. Consiguió un segundo puesto, un quinto, un séptimo y dos novenos como únicos top 10, por lo que terminó 18º en la tabla de puntos.
En la IndyCar 2014, Rahal obtuvo un segundo lugar en Detroit 1, un quinto, un sexto y un séptimo como únicos top 10. Sumado a cinco abandonos, el piloto finalizó 19º en el campeonato. En tanto, disputó las 24 Horas de Daytona con un BMW Z4 oficial del equipo Rahal junto a John Edwards, Dirk Müller y Dirk Werner, finalizando cuarto en la clase GTLM.
En 2015 volvió a ganar nuevamente una carrera en la IndyCar Series tras imponerse en las 500 Millas de Fontana, con la que rompió una racha de 124 carreras sin lograr una victoria. Luego venció en su circuito local en Mid-Ohio. Con dos victorias y seis podios, Rahal luchó hasta la última fecha por el título, terminando en el cuarto lugar. Asimismo, retornó a las 24 Horas de Daytona con un BMW Z4 oficial, obteniendo el cuarto puesto en la clase GTLM y el 14 puesto absoluto, acompañando a Edwards, Lucas Luhr y Jens Klingmann.
Rahal continuó en la IndyCar 2016 con el equipo de su padre. Ganó en Texas, subió al podio en cuatro carreras y consiguió ocho top 5 en 16 carreras, de modo que se ubicó quinto en el campeonato. Además disputó las 24 Horas de Daytona con un BM3 oficial junto a Edwards, Luhr y Kuno Wittmer, donde abandonó.
En 2017, Rahal dominó la fecha doble en Detroit logrando dos victorias; en total logró seis llegadas entre los cinco primeros para terminar sexto en la IndyCar Series. El año siguiente finalizó octavo en la IndyCar Series con un segundo lugar, dos quintos y dos sextos. En 2019, Rahal obtuvo solamente un tercer lugar y tres cuartos puestos, terminando décimo en el campeonato.
En 2020, Rahal obtuvo tres podios, incluyendo un tercer puesto en las 500 Millas de Indianápolis, y 5 top 5, colocándose sexto en el torneo. Al año siguiente, finalizó tercero en la segunda carrera de Texas, llegó entre los cinco primeros en siete carreras y entre los diez primeros en once, concluyendo séptimo en la temporada.